# 문학동
문학동(文鶴洞)은 대한민국 인천광역시 미추홀구의 동이다. 문학동은 인천 역사의 태동지로 미추홀 왕국의 발상지이다. 전통민속 마을이 조성되어 있으며, 문학산, 승학산 도시자연공원 및 인천문학경기장이 있는 지역이다.

## 연혁
- 조선말기 인천도호부 부내면 산성리, 학산리
- 1906년 인천부 구읍면 산성리, 학산리
- 1914년 4월 1일 부천군 문학면 문학리로 통폐합
- 1940년 4월 1일 인천부에 재편입되어 문학정(文鶴町)이 됨
- 1943년 7월 10일 문학출장소 설치
- 1955년 8월 1일 문학출장소 폐지[2]
- 1956년 10월 1일 문학출장소 부활[3]
- 1967년 3월 30일 문학동에 편입[4]
- 1968년 1월 1일 구제 실시로 남구에 편입
- 1995년 12월 30일 문학토지구획 정리사업으로 관교동 일부가 법정동 문학동으로 편입 (인천도호부청사·인천향교 부지 포함)
- 1996년 3월 1일 문학동과 관교동으로 행정동 분동

## 교육
- 인천문학초등학교
- 문학정보고등학교

## 문화
- 인천도호부청사
- 인천문학경기장
- 문학월드컵경기장